# Love It to Death
Love It to Death — третий студийный альбом Элиса Купера и его группы, записывавшийся во второй половине 1970 года и выпущенный 8 марта 1971 года лейблом Straight Records, принадлежавшим Фрэнку Заппе (позже все права на него перекупили Warner Bros.). Альбом (во многом благодаря усилиям продюсера Боба Эзрина) ознаменовал общую смену стилистического направления (от экспериментального эйсид/психоделик-рока к глэму) и вывел Alice Cooper в мейнстрим. Сингл из него, «I’m Eighteen», стал первым хитом группы в США (№ 21). Обложка пластинки вызвала скандал (из-за пальца, высунутого Купером из штанов); несколько раз редактировалась и существует в четырёх вариантах.
Песни из альбома «Second Coming» и «Ballad of Dwight Fry» позже исполняли The Melvins, обе композиции вошли в их альбом Lysol.
В 2003 году Love It to Death был включен в список «500 величайших альбомом всех времён» журнала Rolling Stone (№ 460).

## Содержание альбома и комментарии к песням
Уже первая вещь, «Caught in a Dream», вобрала в себя несколько чисто куперовских тем: панковское отношение к жизни (Я застрял в сновидении, ну и что?..), алчность (Мне нужно все то, что задолжал мне мир. Я говорю это себе — и сам с собой соглашаюсь), смятение мыслей (Думал, что живу, но тут точно ничего не знаешь. То что казалось мне небесами, обернулось адом) и безумие (Увидишь меня улыбающегося, сразу поймешь: психиатрический пациент). И далее в альбоме представлены все основные темы его творчества: отношение к религии («Hallowed Be My Name», «Second Coming»), вопрос воскрешения их мёртвых («Black Juju», «Sun Arise») и личные отношения как своего рода поле битвы («Is It My Body», «Long Way to Go»). — Джеффри Морган, автор биографии Купера.
- Согласно одной из версий первоначальный вариант «I’m Eighteen» назывался «I’m Edgy». В действительности это была одна и та же песня — просто продюсер Эзрин не расслышал заголовок.
- Моника Лауэр, озвучившая «роль» девочки в песне «Dwight Fry» — хорошая знакомая участников группы; ей было уже за двадцать[25].
- Dwight Frye (именно так пишется его фамилия) — реальный персонаж, актёр, ставший известным благодаря участию в фильмах «Франкенштейн» (1931) и первом «Дракуле» (где сыграл Ренфилда). Дуайт скончался внезапно, когда входил в автобус[25].
- «Sun Arise» была первоначально записана Ролфом Харрисом, австралийского исполнителя, впоследствии ставшего известным на британском ТВ… Боб и Элис случайно услышали напевавшую уборщицу в коридоре, пригласили её в студию и попросили напеть что-нибудь для «фона» «Sun Arise»[25].
- «Black Juju» — так звали собаку, которая болталась в районе, где находилась студия (по воспоминаниям сестры Глена). Нил Смит утверждает, что «Black Juju» — единственный трек альбома, который был записан в студии совершенно вживую[25].
- Реплика в начале «Hallowed Be My Name» принадлежит звукоинженеру (и заядлому рыбаку) Брайану Кристиану. Он сказал буквально следующее: «Don’t count your carps before they’re hatched»[25].

Я написал слова и музыку «Hallowed Be My Name», Элис — «Second Coming». Это были две совершенно разные вещи, каждая имела свою ценность, как, собственно, и все вещи альбома. У меня было очень религиозное воспитание: это отразилось и в «Hallowed Be My Name», и в «Apple Bush», которую я написал в Pretties for You. Думаю, то же самое можно сказать об Элисе: отсюда и «Second Coming»… Думаю, переход одной вещи в другую придумал Боб, хотя не уверен. — Нил Смит, ноябрь 1999

## Список композиций
| №  | Название            | Автор(ы)                                                 | Длительность |
| -- | ------------------- | -------------------------------------------------------- | ------------ |
| 1. | «Caught in a Dream» | Майкл Брюс                                               | 3:10         |
| 2. | «I’m Eighteen»      | Брюс, Элис Купер, Деннис Данауэй, Нил Смит, Глен Бакстон | 3:01         |
| 3. | «Long Way to Go»    | Брюс                                                     | 3:04         |
| 4. | «Black Juju»        | Данауэй                                                  | 9:12         |

| №                   | Название               | Автор(ы)                            | Длительность |
| ------------------- | ---------------------- | ----------------------------------- | ------------ |
| 1.                  | «Is It My Body»        | Купер, Данауэй, Брюс, Смит, Бакстон | 2:40         |
| 2.                  | «Hallowed Be My Name»  | Смит                                | 2:30         |
| 3.                  | «Second Coming»        | Купер                               | 3:05         |
| 4.                  | «Ballad of Dwight Fry» | Брюс, Купер                         | 6:33         |
| 5.                  | «Sun Arise»            | Гарри Батлер, Ролф Харрис           | 4:08         |
| Общая длительность: | Общая длительность:    | Общая длительность:                 | 37:23        |

## Участники записи
Список составлен по сведениям базы данных Discogs.
| Alice Cooper band: - Элис Купер — вокал, гармоника - Глен Бакстон — гитара - Майкл Брюс — ритм-гитара, клавишные, орган - Деннис Данауэй — бас-гитара, вокал - Нил Смит — ударные Приглашённые музыканты: - Боб Эзрин — клавишные («Caught in a Dream», «Long Way to Go», «Hallowed Be My Name», «Second Coming», «Ballad of Dwight Fry») | Технический персонал: - Моника Лауэр — детский голос («Dwight Fry») - Джек Ричардсон, Боб Эзрин (Nimbus 9 Productions) — продюсеры - Джек Ричардсон — исполнительный продюсер - Брайан Кристиан — звукоинженер - Рэнди Кринг — мастеринг-инженер - Билл Коннерс — техник - Роджер Прижан — фотография на обложке - Дэвид Гриффит — фотография на развороте |

## Позиции в хит-парадах и уровень продаж
| Год  | Хит-парад                        | Высшая позиция | Пребывание |
| ---- | -------------------------------- | -------------- | ---------- |
| 1971 | Канада (RPM 100 Albums)          | 44             | 28 недель  |
| 1971 | США (Billboard 200)              | 35             | 38 недель  |
|      |                                  |                |            |
| 1972 | Великобритания (UK Albums Chart) | 28             | 7 недель   |

| Хит-парад (1971)                   | Позиция |
| ---------------------------------- | ------- |
| США (Billboard Top Popular Albums) | 45      |

| Регион                                                      | Сертификация | Продажи    |
| ----------------------------------------------------------- | ------------ | ---------- |
| США (RIAA)                                                  | Золотой      | 500 000^   |
| США (RIAA)                                                  | Платиновый   | 1 000 000^ |
| ^ Данные о тиражах приведены только на основе сертификации. |              |            |